# Quiros (slak)
Quiros is een geslacht van weekdieren uit de klasse van de Gastropoda (slakken).